# Saint-Pierre-d’Aurillac
Saint-Pierre-d’Aurillac település Franciaországban, Gironde megyében. Lakosainak száma 1277 fő (2022. január 1.). Saint-Pierre-d’Aurillac Castets et Castillon, Le Pian-sur-Garonne, Saint-André-du-Bois, Saint-Martin-de-Sescas, Saint-Pardon-de-Conques, Saint-Pierre-de-Mons és Castets-en-Dorthe községekkel határos.

## Népesség
A település népessége az elmúlt években az alábbi módon változott:
| Lakosok száma | 908  | 1227 | 1249 | 1259 | 1320 | 1338 | 1321 | 1311 | 1312 | 1277 |
|               | 1968 | 1982 | 1990 | 2006 | 2013 | 2015 | 2017 | 2019 | 2020 | 2022 |